# Мечетинська
Мечетинська (рос. Мечётинская) — станиця, центр Мечетинського сільського поселення Зерноградського району Ростовської області.
Станиця розташована у Задонні у Сальських степах над річкою Мечетка.
Населення на 2010 рік 7194 особи.

## Історія
Заснована станиця 1809 року над річкою Мечетка. Кавказький тракт, що прямував військовими землями необхідно було заселити козацькими станицями до межі Ставропольської губернії. За свідченням архівного джерела від 1889 року отаман граф Матвій Платов закликав оселитися тут усіх бажаючих донських козаків. Проте такових виявилося замало, тому 4 станиці, у тому числі Мечетинську, заселили з числа вільних людей України. Вільних людей було в Україні тоді було довільно після скасування козацтва. З переселенням в ці задонські станиці їх переводили у козацький стан.
На 1859 рік Мечетинська козацька станиця налічувала 2159 осіб (1046 чоловіків й 1113 жінок); православна церква; поштова станція у 7 верстах від станиці;.
На 1873 рік Мечетинська станиця налічувала 474 дворових садиб й 99 недворових садиб; 3437 осіб (1683 чоловіки й 1754 жінки — за виправлення у помічених одруківках).
30 квітня 1918 у ставці Кубанської Ради у станиці Мечетинській було укладено військовий союз проти більшовиків між Самостіною Кубанською народною республікою й Донським урядом Добровольчої армії. Після чого Добровольча армія разом з Кубанської здійснювали Другий Кубанський похід на Кубань та Чорномор'я.